# Mravenčan sodný
Mravenčan sodný (vzorec HCOONa; natrium-formiát, systematický název methanoát sodný nebo sodná sůl kyseliny methanové) je sodná sůl kyseliny mravenčí. Obvykle se vyskytuje jako navlhavý bílý prášek.

## Použití
Mravenčan sodný se používá v různých procesech pro potisk a barvení textilu. Využívá se i jako pufr pro silné minerální kyseliny.

## Příprava
Mravenčan sodný lze připravovat v laboratoři neutralizací kyseliny mravenčí uhličitanem sodným. Lze jej také získat reakcí chloroformu s alkoholovým roztokem hydroxidu sodného:
CHCl3 + 4NaOH → HCOONa + 3NaCl + 2H2O
nebo reakcí hydroxidu sodného s chloralhydrátem.
C2HCl3(OH)2 + NaOH → CHCl3 + HCOONa + H2O
Druhá z metod je obecně preferována před tou první, protože nízká rozpustnost chloroformu ve vodě zjednodušuje jeho separaci z roztoku mravenčanu sodného, na rozdíl od rozpustného chloridu sodného.
Komerčně dostupný mravenčan sodný se vyrábí pohlcováním oxidu uhelnatého pod tlakem v tuhém hydroxidu sodném při 160 °C:
CO + NaOH → HCOONa
Mravenčan sodný lze vyrobit také haloformovou reakcí mezi ethanolem a chlornanem sodným za přítomnosti zásady. Tato procedura je dobře zdokumentována pro přípravu chloroformu.